# Viviez
Viviez is een gemeente in het Franse departement Aveyron (regio Occitanie). De plaats maakt deel uit van het arrondissement Villefranche-de-Rouergue. Viviez telde op 1 januari 2022 1.214 inwoners.

## Geschiedenis
Al in de 15e eeuw werd er in het bekken van Aubin op artisanale wijze steenkool gewonnen. Aan het begin van de 19e eeuw groeiden de steenkoolmijnen en kwam er ook metaal- en chemische industrie. In Viviez kwam er een zinkfabriek.

## Geografie
De oppervlakte van Viviez bedroeg op 1 januari 2022 6,53 vierkante kilometer; de bevolkingsdichtheid was toen 185,9 inwoners per km².
De onderstaande kaart toont de ligging van Viviez met de belangrijkste infrastructuur en aangrenzende gemeenten.

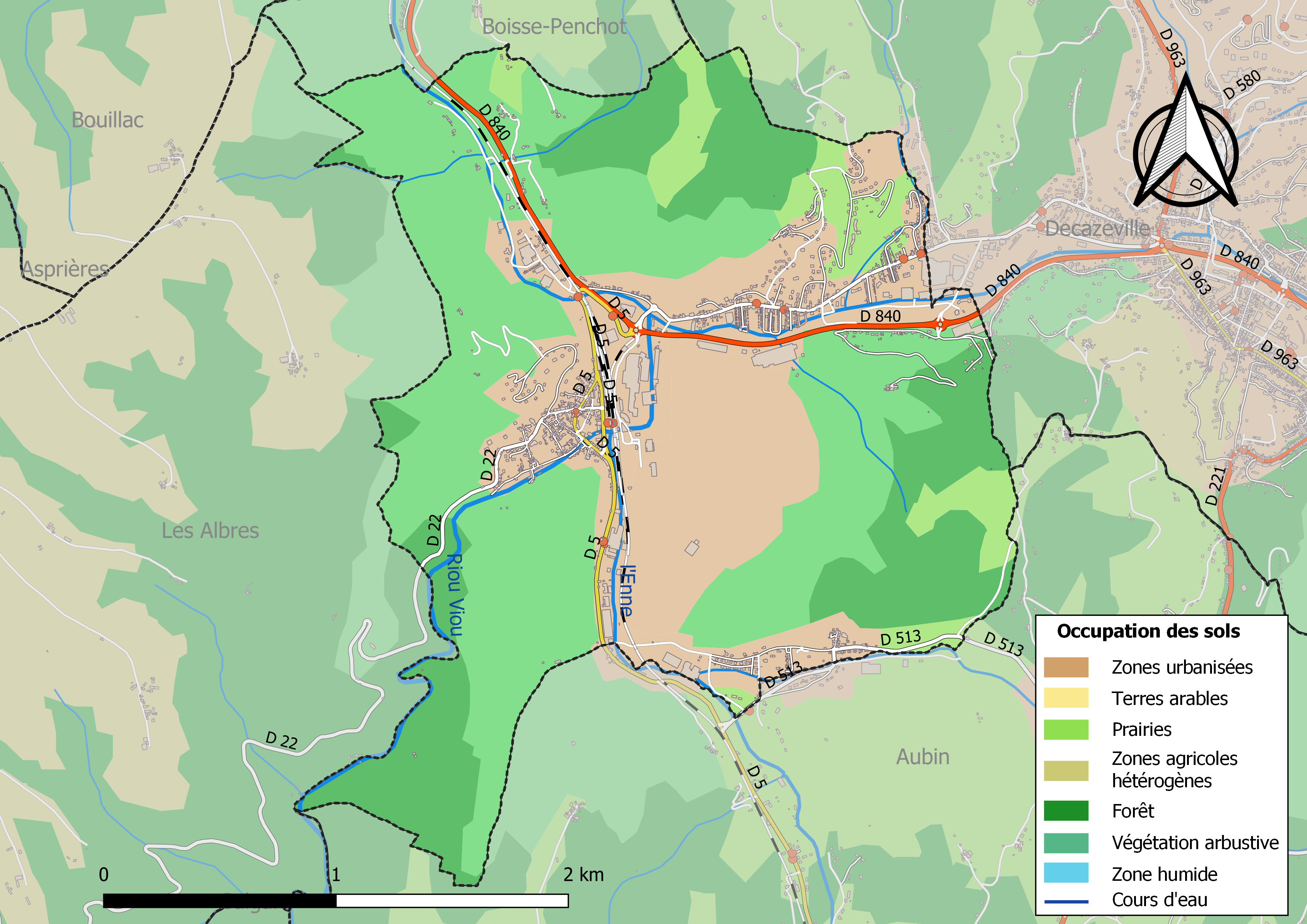

## Verkeer
In de gemeente ligt het spoorwegstation Viviez-Decazeville.

## Demografie
Onderstaande figuur toont het verloop van het inwonertal (bron: INSEE-tellingen).

Vanwege een beveiligingsprobleem met de MediaWiki Graph-software is het momenteel niet mogelijk deze grafiek weer te geven. Zodra de software is bijgewerkt zal de grafiek vanzelf weer zichtbaar worden.